# Semiothisa lautusaria
Semiothisa lautusaria är en fjärilsart som beskrevs av Swinhoe 1902. Semiothisa lautusaria ingår i släktet Semiothisa och familjen mätare. Inga underarter finns listade i Catalogue of Life.